# Elecciones municipales de Coronel Portillo de 1998
Las elecciones municipales de Coronel Portillo de 1998 se llevaron a cabo el 11 de octubre de 1998 para elegir al alcalde y al Concejo Provincial de Coronel Portillo para el periodo 1999-2002. La elección se celebró simultáneamente con elecciones municipales en todo el país.

## Sistema electoral
La Municipalidad Provincial de Coronel Portillo es el órgano administrativo y de gobierno de la provincia de Coronel Portillo. Está compuesta por el alcalde y el Concejo Provincial.
La votación del alcalde y el concejo se realiza en base al sufragio universal, que comprende a todos los ciudadanos nacionales mayores de dieciocho años, empadronados y residentes en la provincia de Coronel Portillo y en pleno goce de sus derechos políticos, así como a los ciudadanos no nacionales residentes y empadronados en la provincia de Coronel Portillo.
El Concejo Provincial de Coronel Portillo está compuesto por 11 regidores elegidos por sufragio directo para un período de cuatro (4) años, en forma conjunta con la elección del alcalde (quien lo preside). La votación es por lista cerrada y bloqueada. Para que una lista sea proclamada ganadora debe obtener más del 20% de los votos válidos; en caso ninguna lista logre ese porcentaje, los dos listas más votadas participan en una segunda vuelta o balotaje. Se asigna a la lista ganadora los escaños según el método d'Hondt o la mitad más uno, lo que más le favorezca.

## Composición del Concejo Provincial de Coronel Portillo
La siguiente tabla muestra la composición del Concejo Provincial de Coronel Portillo antes de las elecciones.
| Partidos | Partidos                                                                 | Regidores |
| -------- | ------------------------------------------------------------------------ | --------- |
|          | Lista Independiente N° 15 Movimiento Independiente Renovador Moralizador | 10        |
|          | Lista Independiente N° 5 Popular Ucayalina                               | 3         |
|          | Lista Independiente N° 13 Pucallpa 95                                    | 3         |
|          | Acción Popular                                                           | 2         |
|          | Lista Independiente N° 17 Cambio y Mayoría                               | 1         |

## Partidos y candidatos
A continuación se muestra una lista de los principales partidos y alianzas electorales que participaron en las elecciones:
| Candidatura | Candidatura | Partidos y alianzas                                                              | Candidatos | Candidatos                   | Ideología                                   | Resultado previo | Resultado previo | Ref. |
| Candidatura | Candidatura | Partidos y alianzas                                                              | Candidatos | Candidatos                   | Ideología                                   | Votos (%)        | Reg.             | Ref. |
| ----------- | ----------- | -------------------------------------------------------------------------------- | ---------- | ---------------------------- | ------------------------------------------- | ---------------- | ---------------- | ---- |
|             | AP          | Lista - Acción Popular (AP)                                                      |            | Flor Rivera de Ortiz         | Humanismo Nacionalismo cívico Reformismo    | 11.78%           | 2                |      |
|             | APRA        | Lista - Partido Aprista Peruano (APRA)                                           |            | Carlos Conde Meléndez        | Aprismo                                     | Nuevo            | Nuevo            |      |
|             | VV          | Lista - Movimiento Independiente Vamos Vecino (VV)                               |            | Carlos Acho Mego             | Fujimorismo                                 | Nuevo            | Nuevo            |      |
|             | SP          | Lista - Movimiento Independiente Somos Perú (SP)                                 |            | Edwin Vásquez López          | Democracia cristiana Conservadurismo social | Nuevo            | Nuevo            |      |
|             | IND         | Lista - Lista Independiente Movimiento Independiente Pucallpa 2000               |            | Víctor Yamashiro Shimabukuro | Localismo portillano                        | Nuevo            | Nuevo            |      |
|             | IND         | Lista - Lista Independiente Movimiento Independiente del Pueblo y para el Pueblo |            | Manuel Vásquez Valera        | Localismo portillano                        | Nuevo            | Nuevo            |      |
|             | IND         | Lista - Lista Independiente Popular Ucayalina                                    |            | Carlos Henderson Lima        | Localismo portillano                        | Nuevo            | Nuevo            |      |
|             | IND         | Lista - Lista Independiente Movimiento de Integración para el Desarrollo         |            | Moisés Malpartida Sánchez    | Localismo portillano                        | Nuevo            | Nuevo            |      |

## Resultados

### Sumario general
|                        |                                                                          |              |              |              |           |           |
| Partidos y coaliciones | Partidos y coaliciones                                                   | Voto popular | Voto popular | Voto popular | Regidores | Regidores |
| Partidos y coaliciones | Partidos y coaliciones                                                   | Votos        | %            | +/−          | Total     | +/−       |
|                        | Lista Independiente Movimiento Independiente Pucallpa 2000               | 27,004       | 31.98        | n/a          | 7         | +7        |
|                        | Movimiento Independiente Somos Perú (SP)                                 | 16,534       | 19.58        | Nuevo        | 1         | +1        |
|                        | Lista Independiente Movimiento Independiente del Pueblo y para el Pueblo | 15,192       | 17.99        | n/a          | 1         | +1        |
|                        | Lista Independiente Popular Ucayalina                                    | 9,838        | 11.65        | n/a          | 1         | +1        |
|                        | Movimiento Independiente Vamos Vecino (VV)                               | 8,579        | 10.16        | Nuevo        | 1         | +1        |
|                        | Lista Independiente Movimiento de Integración para el Desarrollo         | 4,801        | 5.69         | n/a          | 0         | ±0        |
|                        | Partido Aprista Peruano (APRA)                                           | 1,533        | 1.82         | n/a          | 0         | ±0        |
|                        | Acción Popular (AP)                                                      | 957          | 1.13         | –10.65       | 0         | –2        |
|                        |                                                                          |              |              |              |           |           |
| Total                  | Total                                                                    | 84,438       |              |              | 11        | –8        |
|                        |                                                                          |              |              |              |           |           |
| Votos válidos          | Votos válidos                                                            | 84,438       | 89.76        | +5.56        |           |           |
| Votos en blanco        | Votos en blanco                                                          | 5,056        | 5.37         | –2.95        |           |           |
| Votos nulos            | Votos nulos                                                              | 4,581        | 4.87         | –2.62        |           |           |
| Votos emitidos         | Votos emitidos                                                           | 94,075       | 75.28        | +6.43        |           |           |
| Abstenciones           | Abstenciones                                                             | 30,892       | 24.72        | –6.43        |           |           |
| Votantes registrados   | Votantes registrados                                                     | 124,967      |              |              |           |           |
|                        |                                                                          |              |              |              |           |           |
| Fuente:                |                                                                          |              |              |              |           |           |

## Elecciones municipales distritales

### Resultados por distrito
La siguiente tabla enumera el control de los distritos de la provincia de Coronel Portillo. El cambio de mando de una organización política se resalta del color de ese partido.
| Distrito      | Alcalde(sa) titular      | Partido político | Partido político          | Alcalde(sa) electo(a)  | Partido político | Partido político  |
| ------------- | ------------------------ | ---------------- | ------------------------- | ---------------------- | ---------------- | ----------------- |
| Campoverde    | Afro Angulo Ríos         |                  | Lista Independiente N° 51 | Óscar Vásquez Alva     |                  | Pucallpa 2000     |
| Iparía        | Gabino Muñoz Rengifo     |                  | Lista Independiente N° 47 | Alejandro Vargas Ríos  |                  | Somos Perú        |
| Masisea       | Raúl Contreras Ramírez   |                  | Lista Independiente N° 5  | Raúl Contreras Ramírez |                  | Somos Perú        |
| Nueva Requena | José Escobedo García     |                  | Lista Independiente N° 15 | José Escobedo García   |                  | Vamos Vecino      |
| Yarinacocha   | Gilberto Arévalo Riveiro |                  | Lista Independiente N° 13 | Walter Ruiz Vargas     |                  | Popular Ucayalina |